# Chung kết UEFA Europa League 2017
Chung kết UEFA Europa League 2017 là trận chung kết của giải UEFA Europa League, lần thứ 46 giải đấu Cúp Câu lạc bộ bóng đá châu Âu tổ chức bởi UEFA, và là lần thứ 8 kể từ khi chuyển tên từ UEFA Cup thành UEFA Europa League. Trận đấu diễn ra tại Sân vận động Friends Arena ở Solna, Thụy Điển vào ngày 24 tháng 5 năm 2017, giữa Ajax Amsterdam (Hà Lan) và Manchester United (Anh).
Đội chiến thắng sẽ được quyền chơi với đội vô địch UEFA Champions League 2016-17 tại Siêu cúp châu Âu 2017. Họ cũng sẽ đủ điều kiện để tham dự vòng bảng UEFA Champions League 2017-18, và sẽ bước vào giai đoạn nhóm nếu không có chỗ dành cho chủ nhà vô địch Champions League.

## Địa điểm

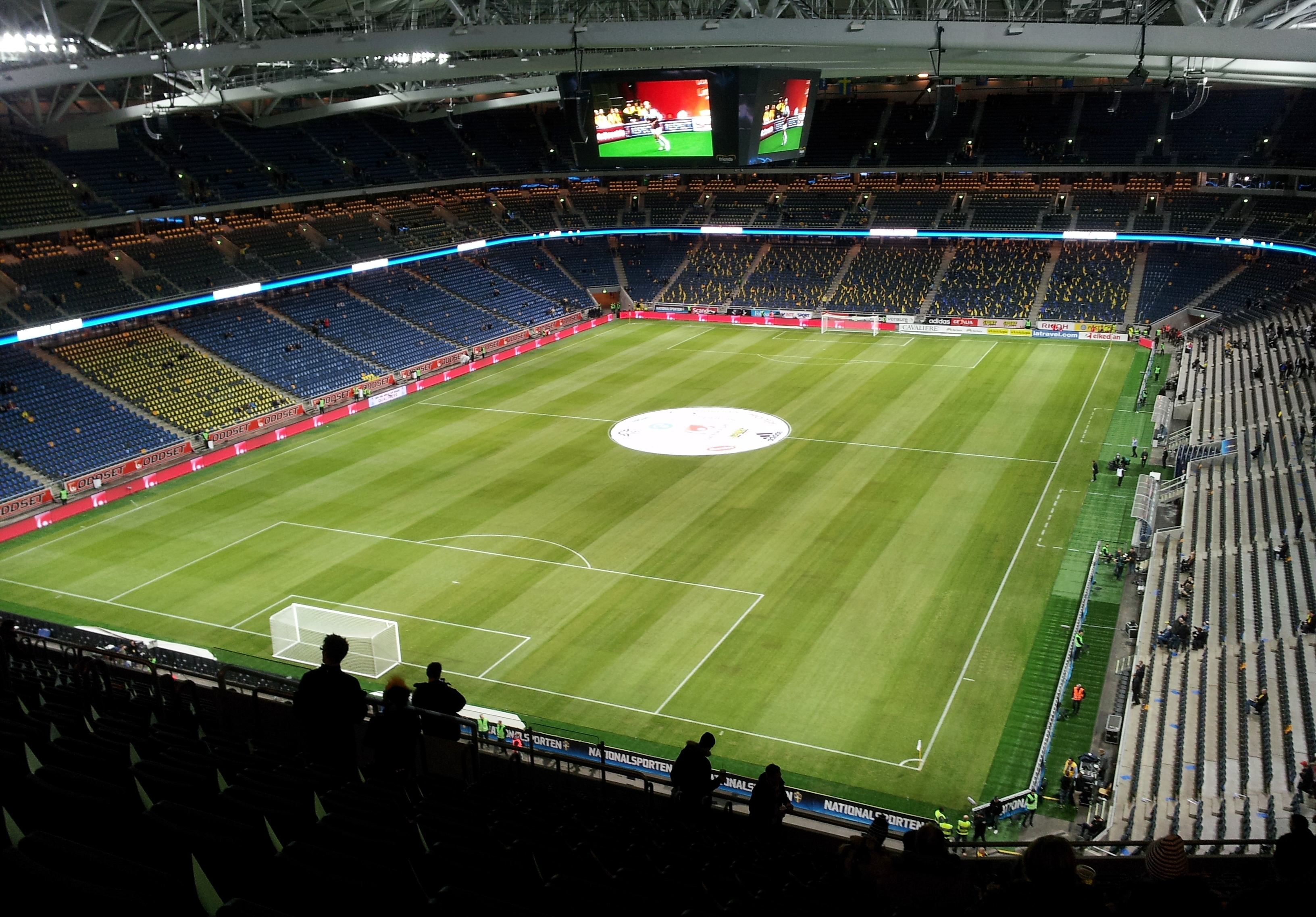
Friends Arena ở Solna là nơi diễn ra trận chung kết.

Sân vận động Friends Arena đã được công bố là địa điểm cho trận chung kết vào ngày 30 tháng 6 năm 2015, sau quyết định của cuộc họp Ủy ban Điều hành UEFA tại Prague, Cộng hòa Séc.

## Thành tích đối đầu
Đây là lần thứ 2, đội bóng Ajax lọt vào trận chung kết UEFA Cup/Europa League, trước đó, họ đoạt cúp UEFA Cup 1992 trước đối thủ Torino nhờ bàn thắng sân khách.
Đây là lần đầu tiên, đội bóng Manchester United lọt vào trận chung kết UEFA Cup/Europa League. Nếu giành chiến thắng, họ sẽ là đội bóng thứ 5 sau Juventus, Ajax, Bayern Munich và Chelsea giành được 3 danh hiệu cúp Châu Âu (European Champion Clubs' Cup/UEFA Champions League, UEFA Cup/Europa League và UEFA Cup Winners' Cup).
Cả hai đội gặp nhau tổng cộng 4 trận ở đấu trường châu Âu, nhưng đều ở đấu trường UEFA Cup/Europa League với hai lần chiến thắng cho mỗi bên. Tuy nhiên, cả hai lần Manchester United đều đã loại Ajax với tổng tỷ số 2–1 ở UEFA Cup 1976–77 tại vòng đầu tiên và tổng tỷ số 3–2 ở UEFA Europa League 2011–12 ở vòng 32 đội.

## Đường đến trận chung kết
Ghi chú: Trong bảng, Tỷ số của đội lọt vào trận chung kết được đưa ra trước tiên (H = sân nhà; A = sân khách).
| VT | Đội            | ST | Đ  |
| -- | -------------- | -- | -- |
| 1  | Ajax           | 6  | 14 |
| 2  | Celta Vigo     | 6  | 9  |
| 3  | Standard Liège | 6  | 7  |
| 4  | Panathinaikos  | 6  | 1  |

| VT | Đội               | ST | Đ  |
| -- | ----------------- | -- | -- |
| 1  | Fenerbahçe        | 6  | 13 |
| 2  | Manchester United | 6  | 12 |
| 3  | Feyenoord         | 6  | 7  |
| 4  | Zorya Luhansk     | 6  | 2  |

## Trước trận đấu

### Đại sứ
Đại sứ cho trận chung kết là cựu cầu thủ quốc tế của Thụy Điển, Patrik Andersson, người vô địch Champions League với đội bóng Bayern Munich trước đối thủ là Valencia tại 2001.

### Logo
UEFA đã tiết lộ logo của trận chung kết vào ngày 26 tháng 8 năm 2016 tại Monaco trong suốt giai đoạn rút thăm vòng bảng.

### Giá vé
Với sức chứa của sân vận động là 48.000 cho trận chung kết, tổng cộng có 37.000 vé dành cho người hâm mộ và công chúng, với hai đội cuối cùng nhận được 10.000 vé và 17.000 vé được bán cho người hâm mộ trên toàn thế giới thông qua UEFA.com, từ 17 đến 28 tháng 3 năm 2017, theo bốn loại giá: 150 €, 100 €, 70 € và 45 €. Các vé còn lại được phân bổ cho ban tổ chức địa phương, UEFA và các hiệp hội quốc gia, các đối tác thương mại và các đài phát sóng, và để phục vụ chương trình khách sạn của công ty.

## Trận đấu

### Trọng tài chính
Trọng tài Damir Skomina người Slovenia được chỉ định là trọng tài bắt chính trong trận chung kết theo quy định bởi UEFA vào ngày 12 tháng 5 năm 2017.

### Tóm tắt
Paul Pogba mở tỉ số cho Manchester United ở phút thứ 18 bằng chân trái từ ngoài vòng cấm địa, bóng đập chân hậu vệ Davinson Sánchez đổi hướng khiến thủ môn André Onana phán đoán sai hướng đi của bóng.	
Sau tình huống đá phạt của Juan Mata bên cánh phải, Henrikh Mkhitaryan có được bàn thắng thứ 2 chỉ sau 3 phút của hiệp II khi sút bóng vào lưới bằng bàn chân phải từ khoảng cách 3m ra sau tình huống đánh đầu kiến tạo của trung vệ Chris Smalling.

### Diễn biến chính
Đội "chủ nhà" sẽ được xác định bởi một lễ bốc thăm tổ chức trước đó là bốc thăm bán kết.
| Ajax | 0–2      | Manchester United                       |
| ---- | -------- | --------------------------------------- |
|      | Chi tiết | Paul Pogba 18' · Henrikh Mkhitaryan 48' |

| Ajax | Manchester United |

| GK               | 24 | André Onana       |     |     |
| RB               | 3  | Joël Veltman      | 58' |     |
| CB               | 5  | Davinson Sánchez  |     |     |
| CB               | 36 | Matthijs de Ligt  |     |     |
| LB               | 4  | Jaïro Riedewald   | 78' | 82' |
| CM               | 10 | Davy Klaassen (c) |     |     |
| CM               | 20 | Lasse Schöne      |     | 70' |
| CM               | 22 | Hakim Ziyech      |     |     |
| RF               | 9  | Bertrand Traoré   |     |     |
| CF               | 25 | Kasper Dolberg    |     | 62' |
| LF               | 11 | Amin Younes       | 64' |     |
| Cầu thủ dự bị:   |    |                   |     |     |
| GK               | 33 | Diederik Boer     |     |     |
| DF               | 2  | Kenny Tete        |     |     |
| DF               | 16 | Heiko Westermann  |     |     |
| MF               | 21 | Frenkie de Jong   |     | 82' |
| MF               | 30 | Donny van de Beek |     | 70' |
| FW               | 45 | Justin Kluivert   |     |     |
| FW               | 77 | David Neres       |     | 62' |
| Huấn luyện viên: |    |                   |     |     |
| Peter Bosz       |    |                   |     |     |

| GK               | 20 | Sergio Romero        |     |     |
| RB               | 25 | Antonio Valencia (c) |     |     |
| CB               | 12 | Chris Smalling       |     |     |
| CB               | 17 | Daley Blind          |     |     |
| LB               | 36 | Matteo Darmian       |     |     |
| DM               | 21 | Ander Herrera        |     |     |
| RM               | 8  | Juan Mata            | 78' | 90' |
| CM               | 27 | Marouane Fellaini    | 52' |     |
| CM               | 6  | Paul Pogba           |     |     |
| LM               | 22 | Henrikh Mkhitaryan   | 31' | 74' |
| CF               | 19 | Marcus Rashford      |     | 84' |
| Cầu thủ dự bị:   |    |                      |     |     |
| GK               | 1  | David de Gea         |     |     |
| DF               | 4  | Phil Jones           |     |     |
| DF               | 24 | Timothy Fosu-Mensah  |     |     |
| MF               | 14 | Jesse Lingard        |     | 74' |
| MF               | 16 | Michael Carrick      |     |     |
| FW               | 10 | Wayne Rooney         |     | 90' |
| FW               | 11 | Anthony Martial      |     | 84' |
| Huấn luyện viên: |    |                      |     |     |
| José Mourinho    |    |                      |     |     |

| Cầu thủ của trận đấu: Ander Herrera (Manchester United) Trợ lí Trọng tài: Jure Praprotnik (Slovenia) Robert Vukan (Slovenia) Trọng tài bàn: Gianluca Rocchi (Ý) Hỗ trợ trợ lí Trọng tài: Matej Jug (Slovenia) Slavko Vinčić (Slovenia) Trong tài thứ 4: Tomaž Klančnik (Slovenia) | Luật trận đấu - 90 phút thi đấu - 30 phút hiệp phụ nếu tỷ số hoà - Sút luân lưu 11m sau thời gian hiệp phụ - Bảy cầu thủ dự bị và thay tối đa 3 cầu thủ. |

### Thống kê
| Thống kê             | Ajax | Manchester United |
| -------------------- | ---- | ----------------- |
| Bàn thắng            | 0    | 1                 |
| Số cú sút            | 6    | 4                 |
| Số cú sút trúng đích | 1    | 2                 |
| Số pha cứu thua      | 1    | 1                 |
| Tỷ lệ kiểm soát bóng | 66%  | 34%               |
| Phạt góc             | 2    | 0                 |
| Phạm lỗi             | 6    | 9                 |
| Việt vị              | 0    | 1                 |
| Thẻ vàng             | 3    | 3                 |
| Thẻ đỏ               | 0    | 0                 |

| Thống kê             | Ajax | Manchester United |
| -------------------- | ---- | ----------------- |
| Bàn thắng            | 0    | 1                 |
| Số cú sút            | 11   | 2                 |
| Số cú sút trúng đích | 2    | 2                 |
| Số pha cứu thua      | 1    | 2                 |
| Tỷ lệ kiểm soát bóng | 67%  | 33%               |
| Phạt góc             | 3    | 2                 |
| Phạm lỗi             | 9    | 8                 |
| Việt vị              | 0    | 0                 |
| Thẻ vàng             | 3    | 2                 |
| Thẻ dỏ               | 0    | 0                 |

| Thống kê             | Ajax | Manchester United |
| -------------------- | ---- | ----------------- |
| Bàn thắng            | 0    | 2                 |
| Số cú sút            | 17   | 6                 |
| Số cú sút trúng đích | 3    | 4                 |
| Số pha cứu thua      | 2    | 3                 |
| Tỷ lệ kiểm soát bóng | 67%  | 33%               |
| Phạt góc             | 5    | 2                 |
| Phạm lỗi             | 15   | 17                |
| Việt vị              | 0    | 1                 |
| Thẻ vàng             | 3    | 3                 |
| Thẻ đỏ               | 0    | 0                 |